# Крістофер Катонго
Крі́стофер Като́нго (англ. Christopher Katongo; нар. 31 серпня 1982 року, Муфуліра, Замбія) — замбійський футболіст. Нападник збірної Замбії та китайського «Хенань Констракшн».

## Титули і досягнення
- Переможець Кубка африканських націй: 2012